# Caml Light

Caml Light était une implémentation légère du langage de programmation Caml développé par l'INRIA. Elle est aujourd'hui obsolète. Cette version de Caml permettait une programmation fonctionnelle et impérative, mais pas la programmation orientée objet proposée par OCaml, son successeur.
Ce langage a été utilisé en classe préparatoires scientifiques françaises (MPSI puis MP option informatique) pour initier les élèves à l'algorithmique entre 1995 et 2017. Il est désormais remplacé par OCaml.

## Exemples

### Fonction factorielle
Pour des entiers naturels, la fonction factorielle est définie par :
{\displaystyle n!=\prod _{i=1}^{n}i=1\times 2\times 3\times \cdots \times (n-1)\times n}
et sa définition récursive est :
{\displaystyle n!={\begin{cases}1\quad {\mbox{si }}n=0\\n\times (n-1)!\quad {\mbox{ sinon}}\end{cases}}}
En Caml Light, cela donne :
```
let
 
rec
 
fact
 
=
 
function

  
|
 
0
 
->
 
1

  
|
 
n
 
->
 
n
 
*
 
fact
 
(
n
 
-
 
1
);;

```

### Algorithme d'Euclide
L'algorithme d'Euclide, pour calculer le pgcd de deux entiers naturels u, v, s'écrit en Caml Light
```
let
 
rec
 
pgcd
 
u
 
v
 
=
 
  
if
 
u
 
=
 
0
 
then
 
v

  
else
 
pgcd
 
(
v
 
mod
 
u
)
 
u
;;

```

### Suite de Fibonacci
La suite de Fibonacci {\displaystyle (F_{n})_{n\geq 1}} est définie par :
.
En Caml Light on a la version récursive naïve, qui s'exécute en temps exponentiel :
```
let
 
rec
 
fibonacci
 
n
 
=

  
match
 
n
 
with

    
|
 
0
 
->
 
0

    
|
 
1
 
->
 
1

    
|
 
_
 
->
 
fibonacci
 
(
n
 
-
 
1
)
 
+
 
fibonacci
 
(
n
 
-
 
2
)
 
;;

let
 
f
 
=
 
fibonacci
 
9
 
;;

```

ou encore, en version récursive terminale prenant en argument les deux premiers termes {\displaystyle a} et {\displaystyle b} et s'exécutant en temps linéaire :
```
let
 
rec
 
fibonacci
 
n
 
a
 
b
 
=

  
match
 
n
 
with

    
|
 
0
 
->
 
a

    
|
 
1
 
->
 
b

    
|
 
_
 
->
 
fibonacci
 
(
n
 
-
 
1
)
 
b
 
(
a
 
+
 
b
)
 
;;

let
 
f
 
=
 
fibonacci
 
9
 
0
 
1
 
;;

```

On combine couramment les deux, pour disposer à l’extérieur d’une fonction simple, et à l’intérieur de la récursion terminale :
```
let
 
fibonacci
 
n
 
=

  
(* Définir la version récursive avec récursion terminale… *)

  
let
 
rec
 
fib_2termes
 
n
 
a
 
b
 
=

    
match
 
n
 
with

    
|
 
0
 
->
 
a

    
|
 
1
 
->
 
b

    
|
 
_
 
->
 
fib_2termes
 
(
n
 
-
 
1
)
 
b
 
(
a
 
+
 
b
)

  
(* … et l’utiliser. *)

  
in
 
fib_2termes
 
n
 
0
 
1
 
;;

let
 
f
 
=
 
fibonacci
 
9
 
;;

```

On dispose aussi de deux versions itératives s'exécutant en temps linéaire ({\displaystyle O(n)}), la première en espace linéaire et la seconde en espace constant :
```
let
 
fibonacci
 
n
 
=

  
(* Un vecteur (tableau) de n+1 éléments entiers initialisés à 1. *)

  
let
 
t
 
=
 
make_vect
 
(
n
 
+
 
1
)
 
1
 
in

  
(* Calculer ce vecteur pour les éléments n° 2 à n. *)

  
for
 
k
 
=
 
2
 
to
 
n
 
do

    
t
.(
k
)
 
<-
 
t
.(
k
 
-
 
1
)
 
+
 
t
.(
k
 
-
 
2
)

  
done
;

  
(* Le résultat est dans le dernier élément du vecteur. *)

  
t
.(
n
);;

let
 
f
 
=
 
fibonacci
 
9
 
;;

```

```
let
 
fibonacci
 
n
 
=

  
(* 3 variables modifiables (refs) n1, n2, aux. *)

  
let
 
n1
 
=
 
ref
 
1
 
in

  
let
 
n2
 
=
 
ref
 
1
 
in

  
let
 
aux
 
=
 
ref
 
1
 
in

  
(* Recalculer itérativement ces variables jusqu’à n. *)

  
(* Syntaxe: !x dénote l’accès à la valeur actuelle de x. *)

  
for
 
k
 
=
 
2
 
to
 
n
 
do

    
aux
 
:=
 
!
n1
;

    
n1
 
:=
 
!
n2
;

    
n2
 
:=
 
!
n2
 
+
 
!
aux
;

  
done
;

  
(* Le résultat est dans n2. *)

  
!
y
;;

let
 
f
 
=
 
fibonacci
 
9
 
;;

```